# 24063 Ненвудворд
24063 Ненвудворд (24063 Nanwoodward) — астероїд головного поясу, відкритий 4 жовтня 1999 року.
Тіссеранів параметр щодо Юпітера — 3,446.